# 马蒂亚·比诺托
馬蒂亞·比諾托（義大利語：Mattia Binotto，1969年11月3日—），是一名意大利工程師，目前担任薩伯車隊的首席运营官和首席技术官。

## 學歷
1994年，比诺托于瑞士联邦理工学院，獲得机械工程学学士学位，此后在摩德納和雷焦艾米利亞大學“恩佐·法拉利”工程系（DIEF）获得汽车工程学硕士学位。

## 職業生涯
1995年，他以26歲之齡加入法拉利引擎部，隨後協助麥可·舒馬克奪得2000-2004年5次車手世界冠軍、2007年奇米·雷克南之車手世界冠軍，也協助法拉利在同期獲得8次車隊總冠軍。2007年，他晉升為首席工程師。
他在2013年接管引擎部，并于2016年接替詹姆斯·埃里森升任车队首席技术官。在其担任首席技术官期间，法拉利重回车队总冠军的竞争行列。
2019年，他接替毛里齐奥·阿里瓦贝内成为法拉利领队。2022年11月，他宣布辞去该职务。在法拉利服務27年時光後，在同年12月底正式離開法拉利。領隊一職由弗雷德里克·瓦瑟爾取代。
2023年，他宣佈擔任意大利汽車技術公司TEXA的董事總經理，負責領導電動車動力系統 (E-Powertrains) 的開發項目。
2024年7月，奥迪宣布聘请比诺托取代安德烈亞斯·賽德爾及Oliver Hoffman担任奥迪F1项目的首席运营官和首席技术官，他将于8月1日开始在索伯车队（日後奧迪車隊）工作，並在喬納森·惠特利正式加盟前暫代領隊一職。

## 副業
比诺托一直喜歡耕種土地和生產葡萄酒，並在羅馬涅地區擁有內含葡萄園及釀酒廠的莊園。該莊園也在Netflix節目「Formula 1：飆速求生」第五季第一集中登場。
在2022年辭任後，回到莊園的他首先推出一支以法拉利賽車SF90為命的紅酒，隨後推出DC22，也推出兩支格拉帕酒。